# Ashby Woulds
Ashby Woulds är en civil parish i Storbritannien.   Den ligger i grevskapet Leicestershire och riksdelen England, i den södra delen av landet, 170 km nordväst om huvudstaden London.